# На Кьонмін
На Кьонмін (кор. 나 경민; нар. 25 листопада 1976, повіт Хончхон, провінція Канвон, Республіка Корея) — південнокорейська бадмінтоністка, олімпійська медалістка, чемпіонка світу.

## Виступи на Олімпіадах
| Олімпіада    | Дисципліна       | Місце |
| ------------ | ---------------- | ----- |
| Атланта 1996 | одиночний розряд | 33    |
| Атланта 1996 | змішаний розряд  | 2     |
| Сідней 2000  | змішаний розряд  | 5     |
| Сідней 2000  | парний розряд    | 4     |
| Афіни 2004   | парний розряд    | 3     |
| Пекін 2008   | змішаний розряд  | 5     |

Срібну нагороду здобула на літніх Олімпійських іграх 1996 року в Атланті в змішаному розряді виступаючі в парі з Пак Чубоном. Бронзову медаль виборола в парі з Лі Кьонвон на літніх Олімпійських іграх 2004 року в Афінах в парному жіночому розряді.

## Виступи на Чемпіонатах світу
Чемпіонка світу 1999 та 2003 років, срібна призерка чемпіонату світу 2001 року в змішаному розряді (партнер — Кім Донмун). Срібна призерка чемпіонату світу 1999 року (партнерка — Чон Чехі) та бронзова медалістка чемпіонату світу 2001 року (партнерка — Лі Кьонвон) в парному жіночому розряді.